# Márkos Tünde
Márkos Tünde (Barót, 1969. június 23. –) romániai magyar képzőművész és intézményépítő.

## Tanulmányok
1990 és 1996 között a kolozsvári Ion Andreescu Képzőművészeti Akadémia  hallgatója volt.

## Egyéni kiállítások és performanszok
- 1992 - Savanyú tavasz – kiállítás, vegyes technika, fesztészet, diapozitívek, performansz, Kolozsvár, Ion Andreescu Képzőművészeti Akadémia kiállítótere
- 1993 -	Amfiteátrum – festészeti kiállítás, Kolozsvár, Ion Andreescu Képzőművészeti Akadémia kiállítótere
- 1993 -	Csöcsök és egyéb történetek – fotó- és festészeti kiállítás, Kolozsvár, Music Pub
- 1994 - Belső forradalom – installáció, performansz, Kolozsvár, Ion Andreescu Képzőművészeti Akadémia kiállítótere
- 1996 - Divat – fotókiállítás, performansz, Kolozsvár, Music Pub
- 1996 - Családi album – fotókiállítás, Les Rencontres D’Arles Nemzetközi Fotókiállítás, Arles, Franciaország
- 2006 - A segg – installáció, kísérleti film, Kolozsvár, Tranzit Ház Kortárs Művészeti Központ
- 2012 - Anax Imperator – festészeti kiállítás és interaktív installáció, Diva Deva Nemzetközi Interkulturális Párbeszéd Fesztivál, Drăgan Munteanu Művelődési Ház, Déva
- 2013 - Anax Imperator – festészeti kiállítás és intraktív installáció, Kolozsvár, Korunk Stúdiógaléria
- 2013 - Anax Imperator – festészeti kiállítás és interaktív installáció, Sepsiszentgyörgy, Lábas Ház, kortárs kiállítótér
- 2013 - Idő – fotókiállítás és interaktív installáció, Kolozsvár, New York Kávéház, a New York, New York avagy ki Jön velem szobára című művészeti projekt keretében
- 2014 - Az eldobott kő – interaktív fotóinstalláció, Kolozsvár, New York Kávéház, a New York, New York, Telt ház művészeti projekt keretében
- 2014 - Az eldobott kő – interaktív fotóinstalláció, Sepsiszentgyörgy, Magma kortárs kiállítótér
- 2015 -	Eqillibrium – interaktív fotóinstalláció, Kolozsvár, a New York Kávéház művészeti projekt keretében
- 2016 -	I am Who I am (the Moses code ) , Video Installation, 2016 Evenimente Muzeul Arta, Kolozsvár
- 2017--- My heart ,Video installation ,2017 Evenimente Muzeul de Artă, Kolozsvár
- 2018- You're Women...., exhibition , virtual tour,Urania Palace
- 2018- Social Game, 3d presentation , virtual tour ,Urania Palace  ,

## Csoportos kiállítások (válogatás)
A Transzmabulö Szilván csoport (Lőrincz Gyula, Makkai András, Burka István) keretében
- 1993 -	Utca – performansz, Temesvár
- 1993 -	Kelet-európai idő – performansz, Kelet-Európai Zóna Nemzetközi Performansz-fesztivál, Temesvár
- 1993 - Kis piros emberek, Allegória – performansz, Besztercei Nemzetközi Performansz-fesztivál
- 1994 - Gyöngyhalászok – performansz, AnnArt Nemzetközi Performansz-fesztivál, Szent Anna-tó
- 1994 - Maxi Bulles – performansz, Unlimited Art Ltd Performanszfesztivál, Arad
- 1996 - Családi album –  fotó/installáció, Rencontres internationales de la photographie d'Arles Nemzetközi Fesztivál, Franciaország

A Pro Fotografia Alapítvány keretében
- 1998 -	Vertikalitás – Installáció, environnement, Kolozsvár, K. L. Fotógaléria
- 1998 -	EGY…? SÜKET…? NÉMA…? VILÁG…? – fotókiállítás, performansz, film és akció, siketnéma gyerekek közreműködésével, Kolozsvár, K. L. Fotógaléria

## Alkotótáborokban való részvétel
- 1993 - Nemzetközi fotóművészeti alkotótábor, Tescani
- 1994 - Nemzetközi fotóművészeti alkotótábor, Tescani
- 1995 - Nemzetközi fotóművészeti alkotótábor, Jászvásár
- 1996 - Nemzetközi fotóművészeti alkotótábor, Zilah
- 1997 - Nemzetközi fotóművészeti alkotótábor,  Les Baux-de-Provence, Franciaország
- 1998 - Nemzetközi fotóművészeti alkotótábor, Torockó

## Intézményépítői  tevékenység
- 1997 - A Foto & Model című, első romániai országos fotóművészeti és -technikai havilap ötletgazdája és igazgatója (Kolozsvár)
- 1998 -	Pro Fotografia Alapítvány (Kolozsvár) – ötletgazda, alapító tag
- 1998 - Torockói nemzetközi fotóművészeti alkotótábor – főszervező
- 1998 - K. L. Fotógaléria (Kolozsvár) – ötletgazda, alapító tag
- 1998 -	Insomnia Kulturális Kávéház (Kolozsvár) – alapító tag, ügyvezető igazgató, jelenleg
- 1999 -	Román–magyar Irodalmi Kör – ötletgazda, alapító tag Bréda Ferenc íróval és Ion Mureşan költővel együtt
- 2010 - A Haza Sólymai Galéria – ötletgazda, alapító tag
- 2013 - New York, New York, avagy ki jön velem szobára – képzőművészeti projekt a New York Szálló alternatív kiállítótérben – főszervező, kiállító. IV. Kolozsvári Magyar Napok
- 2014 - New York Szálló – Telt ház – képzőművészeti projekt a New York Szálló alternatív kiállító térben – főszervező, kiállító. V. Kolozsvári Magyar Napok
- 2014 - Mimesis – Alternatív Képzőművészeti Projekt ötletgazdája, alapító tagja és főszervezője, kiállító
- 2015 -	Ringli.Spíl című képzőművészeti projekt a New York Alternatív kiállító térben – főszervező, kiállító. VI. Kolozsvári Magyar Napok
- 2015 - Cluj Never Sleeps – főszervező, kiállító
- 2016 - Cluj Never Sleeps – főszervező, kiállító
- 2017 - Cluj Never Sleeps – főszervező, kiállító

## Ösztöndíj
- 1996–1997: Nemzeti Fotóművészeti Főiskola, Arles, Franciaország